# 德国青年国家足球队
德国青年国家足球队（德語：Deutsche Jugend-Fußballnationalmannschaft）是代表德国足协参加欧洲足联和国际足联所主办赛事的国家足球队，它主要由青年球员组成，并长期为德国国家足球队输送符合资格的人才。由于年龄是确定一名球员技术水平的重要因素，因此青年国家足球队又根据球员的各个年龄段细分为不同的组别，以确保球员的技术水平可以进行横向比较。球员的最大年龄可根据以U（德語：的首写字母，即“以下”之意）开头的数字进行识别。

## 历史
首支德国青年国家队以“A级青年代表队”（A-Junioren-Auswahl，U18）的名义于1953年3月31日在比利时列日首次亮相，他们在由国际足联组办的一场比赛中以3比2战胜阿根廷。1956年，学生代表队（Schüler-Nationalmannschaft，U15）也宣告组建，但最初只参加过对阵英格兰代表队的国际比赛。
从1975年起，青年国家足球队被分为A级青年队（U18）和B级青年队（U16）。通过世界青年足球锦标赛和欧洲青年足球锦标赛的设立，青年球员将根据各自相同的出生年份被划入更细分的年龄组别。此外，青年国家足球队的最高年龄组别为1955年正式成立的德国23岁以下国家足球队（U23）。

## 荣誉
- 16岁以下（U16）：歐洲U-16足球錦標賽1984年、1992年冠军；1982年、1991年亚军；1995年、1997年、1999年季军
- 17岁以下（U17）：U17世界杯足球赛2023年冠軍；1985年亚军；2007年、2011年季军。歐洲U-17足球錦標賽2009年冠军；1985年亚军；2007年、2011年季军
- 18岁以下（U18）：歐洲U-18足球錦標賽1981年冠军；1994年、1998年亚军；1986年、2000年季军
- 19岁以下（U19）：歐洲U-19足球錦標賽2008年冠军；2002年亚军
- 20岁以下（U20）：U20世界盃足球賽1981年冠军；1987年亚军
- 21岁以下（U21）：歐洲U-21足球錦標賽2009年冠军，1982年亚军
- 奧運足球：夏季奧林匹克運動會足球比賽：2016年銀牌

## 知名球员
- 拉尔夫·鲁瑟（德语：Ralf Loose）及罗兰·沃尔法特（德语：Roland Wohlfarth）：1981年U18欧锦赛冠军、U20世界杯冠军，两人均在U20世界盃足球賽中射入4球并列赛事最佳射手
- 米夏埃尔·佐尔克：1981年U20世界杯冠军
- 安德烈亚斯·穆勒：1987年U20世界杯亚军
- 马塞尔·维特切克（德语：Marcel Witeczek）：1985年U17欧锦赛亚军、1987年U20欧锦赛亚军及赛事最佳射手
- 埃克·伊梅尔、托马斯·阿洛夫斯、鲁迪·沃勒尔：1982年U21欧锦赛亚军
- 蒂莫·希尔德布兰、塞巴斯蒂安·代斯勒、塞巴斯蒂安·凯尔：1998年U18欧锦赛亚军
- 皮埃尔·利特巴尔斯基：1982年U21欧锦赛亚军，U21国家队入球纪录保持者
- 博多·伊尔格纳、斯特凡·罗伊特：1984年U16欧锦赛冠军
- 卡斯滕·扬克尔：1991年U16欧锦赛亚军
- 拉斯·里肯：1992年U16欧锦赛冠军、1994年U18欧锦赛亚军
- 托尼·克罗斯：2007年U17世界杯季军及赛事金球奖

## 球员纪录

### 出场数
| 姓名              | 所属球队           | 出场次数（U15-U19） |
| ----------------- | ------------------ | ------------------- |
| 米夏埃尔·泽佩克   | 卡尔斯鲁厄         | 58（5球）           |
| 本杰明·奥尔       | 凯泽斯劳滕         | 50（28球）          |
| 凯文·沃尔策       | 沃尔夫斯堡、博尔顿 | 50（8球）           |
| 莱因霍尔德·雅博   | 科隆               | 50（3球）           |
| 尼尔斯·泰谢拉     | 勒沃库森           | 49（-）             |
| 弗洛里安·托尔瓦特 | 多特蒙德           | 48（1球）           |
| 本杰明·温格尔特   | 沙尔克04           | 48（1球）           |
| 达尼耶尔·奇蒙     | 法兰克福           | 47（4球）           |
| 埃尔达·基利萨斯兰 | 拜仁慕尼黑         | 46（32球）          |
| 曼努埃尔·马容克   | 斯图加特           | 46（24球）          |
| 米夏埃尔·盖格     | 博钦根联盟         | 45（7球）           |
| 马尔科·斯蒂佩曼   | 多特蒙德           | 45（8球）           |

### 入球数
| 姓名              | 所属球队             | 入球（U15-U19） |
| ----------------- | -------------------- | --------------- |
| 埃尔达·基利萨斯兰 | 拜仁慕尼黑           | 32              |
| 帕特里克·法尔克   | 法兰克福             | 29              |
| 萨梅德·耶希尔     | 利物浦、勒沃库森     | 29              |
| 本杰明·奥尔       | 凯泽斯劳滕           | 28              |
| 曼努埃尔·马容克   | 斯图加特             | 24              |
| 马塞尔·维特切克   | 乌丁根、红白奥伯豪森 | 24              |
| 曼努埃尔·费舍尔   | 斯图加特、乌尔姆     | 22              |
| 肖恩·帕克         | 美因茨05             | 22              |